# (13154) Petermrva
(13154) Petermrva (1995 RC) – planetoida z pasa głównego asteroid okrążająca Słońce w ciągu 3,29 lat w średniej odległości 2,21 j.a. Odkryta 7 września 1995 roku.